# Чернаково (Новосибірська область)
Чернаково (рос. Чернаково) — селище у Ординському районі Новосибірської області Російської Федерації.
Входить до складу муніципального утворення Вагайцевська сільрада. Населення становить 1286 осіб (2010).

## Історія
Згідно із законом від 2 червня 2004 року органом місцевого самоврядування є Вагайцевська сільрада.

## Населення
| 2002 | 2007  | 2010  |
| ---- | ----- | ----- |
| 1342 | ↗1477 | ↘1286 |